# 刘希里
刘希里（1960年1月—），男，新疆著名男高音演员、石河子大学文学艺术学院音乐系副教授、石河子大学音乐系系主任、合唱团团长。因其与王欣欣合著的论文通篇抄袭和专著剽窃等学术不端行为被网络曝光而走红，并被中国科学报、北疆晨报、人民网、光明网等媒体报道，在新疆地区和教育界引起了广泛关注。

## 简历
刘希里毕业于河南大学，早年师从河南省著名音乐教育家张秀珍。

## 学术不端事件
刘希里与其夫人王欣欣合著过数篇学术论文和一部专著。因王欣欣在评选教授时遭到举报，学术不端之事东窗事发。经过学术不端文献检测系统的检测，其中《对声乐教学评价的探讨》《20世纪50年代中期至“文革”前新疆兵团音乐研究》两篇文章存着严重剽窃。
| 学术论文                                       | 作者           | 学术期刊                           | 剽窃率 | 备注       |
| ---------------------------------------------- | -------------- | ---------------------------------- | ------ | ---------- |
| 《对声乐教学评价的探讨》                       | 王欣欣、刘希里 | 《石河子大学学报(哲学社会科学版)》 | 87.6%  | 2007年01期 |
| 《20世纪50年代中期至“文革”前新疆兵团音乐研究》 | 王欣欣、刘希里 | 《艺术教育》                       | 35.3%  | 2012年06期 |

## 招生腐败事件
刘希里在担任石河子大学音乐系系主任期间，负责艺术类考生的招生工作，在招生期间存在收受贿赂的行为。目前，刘希里的受贿和招生舞弊行为已经被有关人员举报，正在调查。

## 家庭生活
刘希里的夫人是石河子大学教授王欣欣。